# Спрекелия
Спрекелия, или Шпрекелия (лат. Sprekelia), — род красивоцветущих растений семейства Амариллисовые (Amaryllidaceae). Некоторые источники считают род монотипным, представленным единственным видом Sprekelia formosissima (L.) Herb. — Спрекелия прекраснейшая, или Спрекелия великолепная. Растение известно также как Лилия Тамплиеров. Синоним научного названия вида — Amaryllis formosissima L.
Название род получил в честь Иоганна Генриха фон Шпрекельсена (1691—1764), который помогал приобретать растения Лоренцу Гейстеру.

## Ареал
Спрекелия произрастает в Мексике и Гватемале. Традиционно её цветки использовали для украшения праздничных церемоний в поселениях индейских цивилизаций, поэтому растение известно также как Лилия Ацтеков.

## Ботаническое описание
Крупные, ярко-красные, бархатистые цветки, цветущие 2-3 недели. Цветок на длинном стебле, возвышается над листвой. Листья узкие и длинные, линейной формы, жилкование параллельное.

## В культуре
Цветки спрекелии похожи на тропические орхидеи. Поэтому спрекелия часто выращивается как декоративное растение открытого грунта, в странах с более холодным климатом — как оранжерейное и комнатное.
Луковицы следует высаживать в начале-середине мая на солнечное и защищенное от ветра место. После увядания листьев луковицы выкапывают и сохраняют в сухом прохладном помещении до посадки. Спрекелия великолепно подходит для украшения альпийских горок, балконов и парадных клумб.
Местоположение светлое и солнечное. Отцветшее растение можно во второй половине мая вынести в горке в сад, продолжая предоставлять луковице все, что необходимо для её нового цветения. перед первыми заморозками растение вносят в дом и хранят при температуре около +15 °C. Весной луковицу следует пересадить в свежую землю.
Размножается дочериными луковицами во время пересадки весной.

## Виды
По информации базы данных The Plant List, род включает 2 вида:
- Sprekelia formosissima (L.) Herb., 1821
- Sprekelia howardii Lehmiller, 2000